# SN 2005gj
SN 2005gjは、地球から約8億6400万光年の位置にある超新星である。2005年9月29日にスローン・デジタル・スカイサーベイとNearby Supernova Factoryによって発見された。SN 2005gjはIa型超新星とII型超新星の両方の特徴を持っており、またスペクトル中に水素輝線がある点で特筆される。この水素線は、z=0.0613の赤方偏移を持ち、超新星爆発で噴出された星周物質と相互作用していることが考えられた。このような輝線は、SN 2005gjと似たような性質を持つSN 2002icを例外としてIa型超新星には見られないものであった。しかし、SN 2005gjの星周物質との相互作用は、SN 2002icよりも強く、はっきりと表れている。SN 2005gjの輝線から、SN 2005gjは高光度青色変光星の極超巨星が熱核爆発したものであると考えられている。
SN 2005gjは、非常に明るいことでも特筆される。光度曲線は、発見の14日から47日後に極大になり、発見された1991年時点で記録に残る最も明るいIa型超新星であったSN 1991Tよりも3倍以上、SN 2002icよりも1.5倍も光度が大きく、以前に上限と考えられていたより100倍近くも明るかった。カルガリー大学の科学者Denis LeahyとRachid Ouyedは、この異常な光度の大きさを説明するために、縮退した中性子星が構成クォークに崩壊する際に非常に大きな光を発するクォーク新星が発生した可能性について主張している。